# Championnat de France de basket-ball 1981-1982
Navigation
Saison précédente Saison suivante
La saison 1981-1982 du championnat de France de basket-ball de Nationale 1 est la 60e édition du championnat de France masculin de basket-ball. Le championnat de Nationale 1 de basket-ball est le plus haut niveau du championnat de France.

## Présentation
Quatorze clubs participent à la compétition. La victoire rapporte 3 points, le match nul 2 points et la défaite 1 point. Les équipes classées 13e et 14e descendent en Nationale 2. 
Le tenant du titre, l'ASVEL, va tenter de réaliser le doublé. Roanne et Vichy sont les deux équipes promues pour cette saison. Challans, 13e et Roanne, 14e sont les deux équipes reléguées à l'issue de cette saison 1981-1982
Le Mans a remporté le championnat pour la troisième fois de son histoire.

## Clubs participants
| Clubs          | Salles (Capacités)                            | Villes       |
| -------------- | --------------------------------------------- | ------------ |
| Antibes        | Salle Salusse Santoni (2000 places)           | Antibes      |
| Avignon        | Cosec Saint Chamand (3000 places)             | Avignon      |
| Caen           | Palais des Sports (3000 places)               | Caen         |
| Challans       | Salle Michel Vrignaud (3000 places)           | Challans     |
| Le Mans        | La Rotonde (6000 places)                      | Le Mans      |
| Limoges        | Palais des Sports de Beaublanc (4500 places)  | Limoges      |
| Monaco         | Complexe de Fontvielle (1500 places)          | Monaco       |
| Mulhouse       | Palais des Sports (3700 places)               | Mulhouse     |
| Orthez         | La Moutète (4000 places)                      | Orthez       |
| Roanne         | Halle André-Vacheresse (3300 places)          | Roanne       |
| Stade Français | Stade Coubertin (4000 places)                 | Paris        |
| Tours          | Palais des Sports Robert Grenon (4000 places) | Tours        |
| Vichy          | Palais des sports Pierre Coulon (3300 places) | Vichy        |
| ASVEL          | Maison des sports (2000 places)               | Villeurbanne |

## Classement final de la saison régulière
La victoire rapporte 3 points, le match nul 2 points, la défaite 1 point.En cas d'égalité, les équipes sont départagées à la différence de points particulières 
| # | Équipe         | Pts | J  | G  | N | P  | Pp   | Pc   | Diff |
| 1 | Le Mans        | 70  | 26 | 21 | 2 | 3  | 2162 | 1973 | +189 |
| 2 | Limoges (+15)  | 65  | 26 | 19 | 1 | 6  | 2558 | 2270 | +288 |
| 3 | Orthez (-15)   | 65  | 26 | 19 | 1 | 6  | 2366 | 2200 | +166 |
| 4 | Monaco         | 57  | 26 | 14 | 3 | 9  | 2278 | 2257 | +21  |
| 5 | ASVEL (T)      | 55  | 26 | 14 | 1 | 11 | 2310 | 2175 | +135 |
| 6 | Tours (+7)     | 53  | 26 | 13 | 1 | 12 | 2252 | 2262 | -10  |
| 7 | Antibes (-7)   | 53  | 26 | 12 | 3 | 11 | 2188 | 2180 | +8   |
| 8 | Caen           | 50  | 26 | 11 | 2 | 13 | 2041 | 2114 | -73  |
| 9 | Stade Français | 47  | 26 | 10 | 1 | 15 | 2341 | 2372 | -31  |
| 10 | Avignon (+12)  | 44  | 26 | 9  | 0 | 17 | 2138 | 2237 | -99  |
| 11 | Mulhouse (-12) | 44  | 26 | 9  | 0 | 17 | 2146 | 2292 | -146 |
| 12 | Vichy          | 43  | 26 | 8  | 1 | 17 | 2116 | 2257 | -141 |
| 13 | Challans       | 42  | 26 | 8  | 0 | 18 | 2238 | 2362 | -124 |
| 14 | Roanne         | 40  | 26 | 7  | 0 | 19 | 2155 | 2338 | -183 |
| Relégation en Nationale 2(T) = Tenant du titre 1981; # = classement; Pts = points; J = joués; G / N / P = gagnés / nuls / perdus; Pp / Pc / Diff = points pour / contre / différence entre points pour et points contre |                |     |    |    |   |    |      |      |      |

## Leaders de la saison régulière
| Catégorie                   | Joueur          | Équipe  | Statistiques |
| --------------------------- | --------------- | ------- | ------------ |
| Points par match            | Ed Murphy       | Limoges | 29,7         |
| Points par match (Français) | Hervé Dubuisson | Antibes | 25,6         |

## Sources
L'Équipe : Septembre 1981 à Avril 1982